# Овсяников Сергій Олександрович
Сергій Олександрович Овсяников (нар. 27 травня 1967, Краматорськ) — український джазовий гітарист і музикант.

## Життєпис
Сергій Овсяников народився 27 травня 1967 року в м. Краматорську Донецької області. В 1987—1989 рр. відвідував вечірню музичну школу № 1 ім. К. Стеценка, де навчався гри на гітарі в Олександра Колонтирського. З 1989 року викладав у класі гітари естрадно-джазового відділення згаданої школи. В 1987—1993 грав в ансамблі «Фанксепт» Геннадія Полякова. Пізніше цей проєкт став зватися «Second A».
В 1993 році закінчив Київське державне вище музичне училище імені Р. М. Глієра, де навчався на відділенні естрадно-джазового виконавства.
В 1994 році Овсяников організував свій гурт і записав перший авторський альбом «Oliveira», випущений в Австрії 1996 року. А 1998 року вийшов другий альбом — «Wind of nagual», записаний на студії звукозапису «Dynasty» в Києві.
З 1998 року учасник ф'южн-гурту «Фест» і квінтету Юрія Шепети. В 1998—2006 рр. також брав участь у записі альбомів Ігоря Закуса, Володимира Волкова, Галини Толчанової, гурту «ManSound», а також працював як сесійний студійний гітарист у поппроєктах.
У 2005 році, разом із Сергієм Табунщиком та Костянтином Іоненком, Овсяников випустив альбом «Наречена», записаний з першого разу, без дублів і подальшого редагування.

## Дискографія
- 1996: Oliveira
- 1998: Wind of nagual
- 2005: Bride
- 2008: Organizzmo
- 2008: Swing brothers (за участю Володимира Ліхошви)
- 2010: Café au lait
- 2016: The land